# 赛镇
赛镇（法語：Sai）是法国奥恩省的一个市镇，属于阿尔让唐区（Argentan）阿尔让唐东县（Argentan-Est）。该市镇总面积5.04平方公里，2009年时的人口为213人。

## 人口
赛镇人口变化图示